# Phialanthus oblongatus
Phialanthus oblongatus är en måreväxtart som beskrevs av Ignatz Urban. Phialanthus oblongatus ingår i släktet Phialanthus och familjen måreväxter. Inga underarter finns listade i Catalogue of Life.